# Coppa COSAFA 1999
La Coppa COSAFA 1999 (1999 COSAFA Cup) fu la terza edizione della Coppa COSAFA, competizione calcistica per nazione organizzata dal Consiglio per le Associazioni Calcistiche dell'Africa del Sud (COSAFA). La competizione si svolse in forma itinerante dal 4 luglio al 2 ottobre 1999 e vide la partecipazione di otto squadre: Angola, Lesotho, Mozambico, Namibia, Sudafrica, Swaziland, Zambia e Zimbabwe.

## Formula
- Qualificazioni

Zambia (come detentore del titolo) e Zimbabwe (come finalista dell'edizione precedente) sono qualificati direttamente alla fase finale. Rimangono 8 squadre per 6 posti disponibili per la fase finale: le qualificazioni si dividono in due turni.
Primo Turno - 8 squadre, giocano partite di sola andata. Le vincenti si qualificano alla fase finale, le perdenti accedono al secondo turno.
Secondo Turno - 4 squadre, giocano partite di sola andata. Le vincenti si qualificano alla fase finale.
- Fase finale

Fase a eliminazione diretta - 8 squadre, giocano partite di sola andata (eccetto la finale andata e ritorno). La vincente si laurea campione COSAFA.

## Squadre partecipanti
| Pr. | Squadra   | Data di qualificazione certa | Partecipante in quanto                                  | Partecipazioni precedenti al torneo | Ultima presenza |
| --- | --------- | ---------------------------- | ------------------------------------------------------- | ----------------------------------- | --------------- |
| 1   | Zambia    | -                            | Rappresentativa della nazione detentrice del titolo     | 2 (1997, 1998)                      | 1998            |
| 2   | Zimbabwe  | -                            | Qualificata di diritto                                  | 1 (1998)                            | 1998            |
| 3   | Lesotho   | 7 febbraio 1999              | Vincente del primo turno della fase di qualificazione   | -                                   | Esordiente      |
| 4   | Sudafrica | 20 febbraio 1999             | Vincente del primo turno della fase di qualificazione   | -                                   | Esordiente      |
| 5   | Angola    | 24 aprile 1999               | Vincente del primo turno della fase di qualificazione   | 1 (1998)                            | 1998            |
| 6   | Swaziland | 9 maggio 1999                | Vincente del primo turno della fase di qualificazione   | -                                   | Esordiente      |
| 7   | Namibia   | 22 maggio 1999               | Vincente del secondo turno della fase di qualificazione | 2 (1997, 1998)                      | 1998            |
| 8   | Mozambico | 28 maggio 1999               | Vincente del secondo turno della fase di qualificazione | 2 (1997, 1998)                      | 1998            |

Nella sezione "partecipazioni precedenti al torneo", le date in grassetto indicano che la nazione ha vinto quella edizione del torneo, mentre le date in corsivo indicano la nazione ospitante.

## Fase finale

### Fase a eliminazione diretta

#### Tabellone
|  | Quarti di finale | Quarti di finale | Quarti di finale |  |  | Semifinali | Semifinali | Semifinali |         |   | Finale | Finale | Finale | Finale | Finale |  |
|  |                  |                  |                  |  |  |            |            |            |         |   |        |        |        |        |        |  |
|  | Lesotho          | Lesotho          | 0                |  |  |            |            |            |         |   |        |        |        |        |        |  |
|  | Angola           | Angola           | 1                |  |  | Angola     | Angola     | 1          |         |   |        |        |        |        |        |  |
|  | Zambia           | Zambia           | 1 (4)            |  |  | Zambia     | Zambia     | 0          |         |   |        |        |        |        |        |  |
|  | Mozambico        | Mozambico        | 1 (3)            |  |  |            |            |            |         |   | Angola | Angola | 1      | 1      | 2      |  |
|  | Namibia          | Namibia          | 1 (4)            |  |  |            |            | Namibia    | Namibia | 0 | 1      | 1      |        |        |        |  |
|  | Sudafrica        | Sudafrica        | 1 (1)            |  |  | Namibia    | Namibia    | 1 (4)      |         |   |        |        |        |        |        |  |
|  | Swaziland        | Swaziland        | 1 (4)            |  |  | Swaziland  | Swaziland  | 1 (2)      |         |   |        |        |        |        |        |  |
|  | Zimbabwe         | Zimbabwe         | 1 (3)            |  |  |            |            |            |         |   |        |        |        |        |        |  |

#### Quarti di finale
| Arbitro: | Nkambule |

|  |           |             |
|  | Marcatori | 25’ Betinho |

| Arbitro: | Arao |

|                                        |                      |                                    |
| Mdluli 89’ (rig.)                      | Marcatori            | 61’ Tembo                          |
| S. Dlamini Nhlabatsi S. Dlamini Mdluli | Tiri di rigore 4 – 3 | Shereni Tembo Chikoya Mugadza Dube |

| Arbitro: | d'Oliviera |

|                                  |                      |                         |
| Hindjou 50’                      | Marcatori            | 32’ Ndlanya             |
| Tjihero Kanalelo Tjikuzu Hindjou | Tiri di rigore 4 – 1 | Mngomeni Booth Bartlett |

| Arbitro: | Amadhila |

|                                           |                      |                                      |
| Siame 71’                                 | Marcatori            | 20’ (aut.) Phiri                     |
| Sichone Chibale Fichite Chitila Sinyangwe | Tiri di rigore 4 – 3 | Mabero Mabui Baute Mavo Pinto Barros |

#### Semifinali
| Arbitro: | Mathabela |

|  |           |             |
|  | Marcatori | 78’ Betinho |

| Arbitro: | Sesikwe |

|                                |                      |                                     |
| Goraseb 67’                    | Marcatori            | 88’ Masina                          |
| Tjihero Kanalelo Goraseb Ouseb | Tiri di rigore 4 – 2 | Mdluli S. Dlamini Nhlabatsi Ngubane |

#### Finale
| Arbitro: | Mukuna |

|             |           |  |
| Betinho 14’ | Marcatori |  |

| Arbitro: | Elleray |

|            |           |           |
| Shivute 7’ | Marcatori | 101’ Zico |